# Ratusz w Fürstenwalde/Spree
Ratusz (niem. Rathaus) lub Stary Ratusz (niem. Altes Rathaus) – późnogotycki ratusz miejski znajdujący się w niemieckim mieście Fürstenwalde/Spree, na rogu Rynku (niem. Markt) i Rathausstraße.

## Historia
Budynek został ufundowany na początku XVI wieku przez biskupa lubuskiego Dytryka von Bülowa, wzniesiono go w 1511 roku stylu późnogotyckim. We wschodniej części ratusza ulokowano salę sądową, doświetloną oknami z trzech stron. W 1624 roku dobudowano wieżę, a w latach 1806–1810 i 1905–1907 budynek wyremontowano. Pod koniec lat 30. XX wieku siedzibę władz miasta przeniesiono do nowego budynku sąsiadującego ze starym ratuszem, wybudowanego na miejscu rozebranego w 1937 roku hotelu Deutsches Haus, lecz gmach ten został zniszczony podczas II wojny światowej. W 1955 znacznie uszkodzony stary ratusz wpisano do rejestru zabytków, a w 1961 rozpoczęto jego odbudowę. W 1982 wzniesiono nowy hełm wieży. W latach 2011–2014 budowlę wyremontowano. Współcześnie w ratuszu mieści się sala ślubów oraz sala widowiskowa, a w piwnicach zlokalizowano oddział  Muzeum Miejskiego poświęcony historii piwowarstwa.

## Galeria

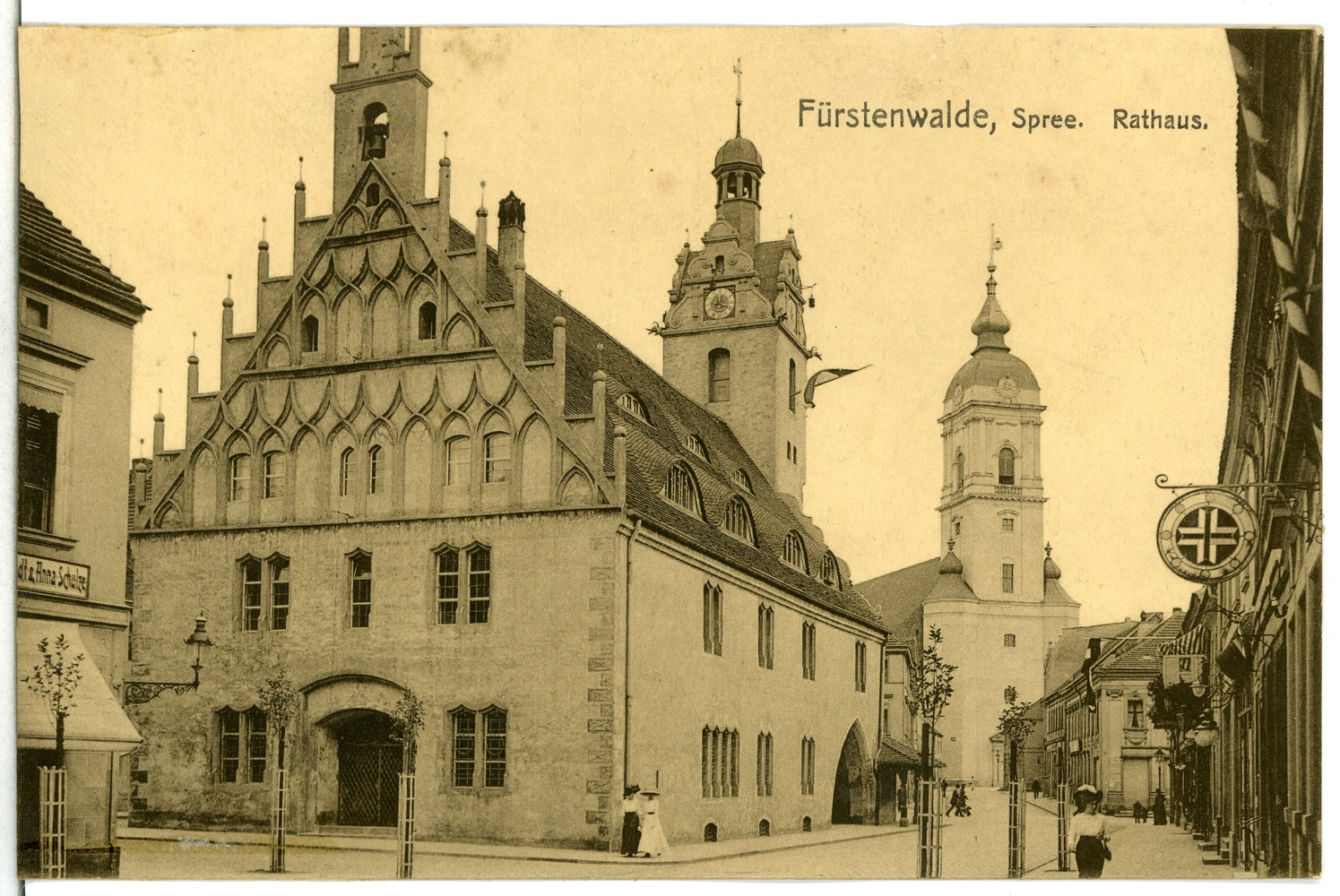
Widok w 1911 roku
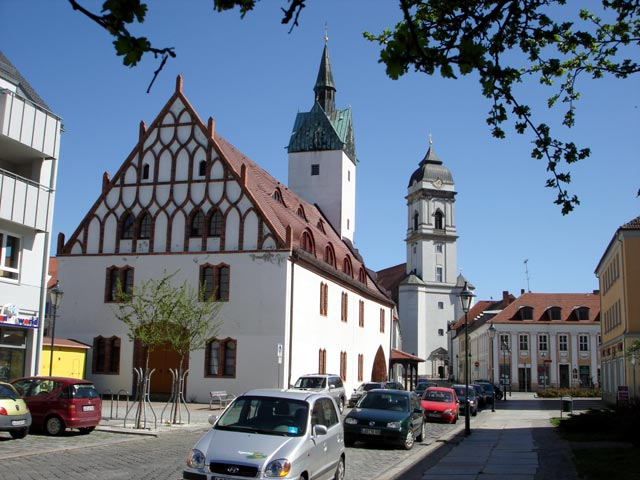
Widok z zachodu
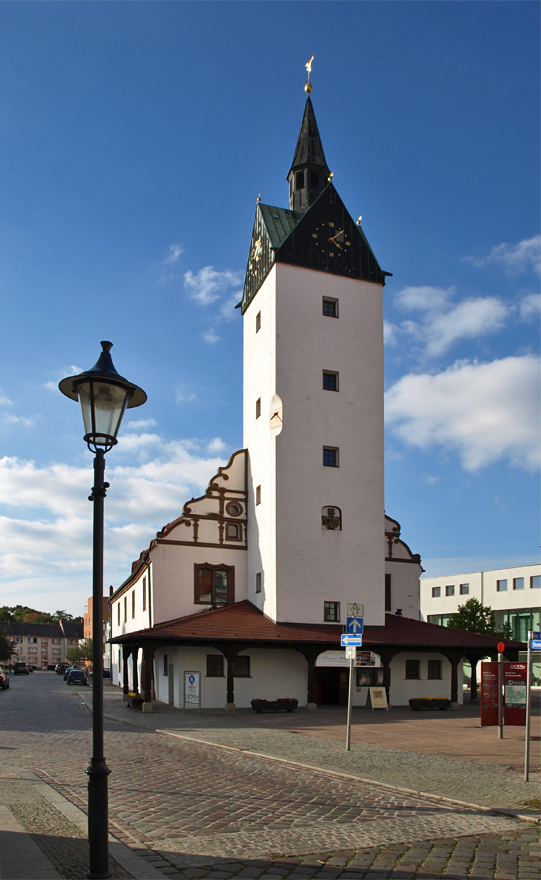
Wschodnia elewacja